# Nazzareno de Angelis
Nazzareno De Angelis (ur. 17 listopada 1881 w L’Aquili, zm. 14 grudnia 1962 w Rzymie) – włoski śpiewak operowy, bas. 

## Początki kariery
Zaczynał śpiewać jako sopran chłopięcy w lokalnych chórach amatorskich. Ze względu na szczególny głos został zaangażowany do chóru przy Kaplicy Sykstyńskiej. Następnie uczył się u dr Faberiego w Akademii Św. Cecylii w Rzymie. Przez kilka lat uczył się równolegle partii basowych i barytonowych, gdyż zarówno jego nauczyciele, jak i on sam nie byli pewni odnośnie do rodzaju jego głosu. Jeszcze jako student dawał pierwsze recitale, zadebiutował w roli Prefekta w Lindzie z Chamonix Gaetano Donizettiego.

## Kariera
Po udanym debiucie bez problemu znalazł angaż w rzymskim Teatro Quirino. Wcielił się tam kolejno w Orovesa w Normie, Spettra w Hamlecie i w Sparafucilego w Rigolettcie. Następnie występował we wszystkich większych teatrach operowych we Włoszech, zyskując opinię specjalisty od basowych ról w operach Giuseppe Verdiego oraz Richarda Wagnera. Grał także w operach bel canto. Grał role Zunigi w Carmen, Basilia w Cyruliku sewilskim, Quirina w Faworycie, Ferranda w Trubadurze, Fouquera-Tinville'a w Andrei Chénierze i Toma w Balu maskowym. Łącznie stworzył 57 kreacji operowych. 
W 1905 r. po raz pierwszy zagrał swoją najsłynniejszą, legendarną już rolę Mefistofelesa w operze Arriga Boita pod tym samym tytułem. W całej karierze zaśpiewał ją kilkaset razy. W 1937 r. nagrał tę rolę, która okazała się być jedynym jego kompletnym nagraniem opery (poza płytami z wyborem arii). Inne szczególnie zapamiętano jego kreacje to Mojżesz w Mojżeszu w Egipcie oraz Kreon w Medei. 
W swojej karierze występował przede wszystkim na scenach europejskich, odbył tylko jedno tournée po Ameryce Południowej, śpiewając w Santiago i Valparaíso oraz w Buenos Aires. W latach 1915–1920 był również związany z Operą Liryczną w Chicago.